# The Anniversary Waltz (Status Quo)
The Anniversary Waltz è un brano inciso dalla rock band inglese Status Quo, uscito come singolo nel 1990.

## La canzone
Si tratta di un maxi-medley di famosissimi brani rock and roll anni cinquanta, inciso dagli Status Quo dal vivo in sala d'incisione, in presa diretta.
Il disco viene realizzato nel 1990 in occasione dei festeggiamenti del venticinquennale dal primo incontro tra i due chitarristi nonché membri storici del gruppo, Francis Rossi e Rick Parfitt e presenta un sound festoso e contagioso, apprezzato dalle radio e ballato con grande successo nelle discoteche.
La traccia (qui riportata nella versione intera, della durata complessiva di oltre dieci minuti) viene anche suddivisa in due parti uscite come singoli distinti col titolo di Anniversary Waltz - Part One (che va al n. 2 UK) e Anniversary Waltz - Part Two (n. 16 UK).

## Tracce
1. The Anniversary Waltz - 10:30 - Rock'n'Roll Music (Berry) / Lover Please (Swan) / That'll Be the Day (Allison/HollyPetty) / Singing the Blues (Endsley) / When Will I Be Loved (P. Everly) / Let's Work Together (Harrison) / You Keep a Knockin' (Penniman) / Long Tall Sally (Johnson/Blackwell/Penniman) / Let's Dance (Lee) / Red River Rock (Kind/Mack/Mendlesohn) / No Particular Place to Go (Berry) / The Wanderer (Maresca) / I Hear You Knocking (Bartholomew/King) / Lucille (Collins/Penniman) / Great Balls of Fire (Hammer/Blackwell)
2. The Power of Rock - 4:37 - (Parfitt/Williams/Rossi)
3. Perfect Remedy - 4:33 - (Rossi/Frost)

## Formazione
- Francis Rossi (chitarra solista, voce)
- Rick Parfitt (chitarra ritmica, voce)
- Andy Bown (tastiere, chitarra, armonica a bocca, cori)
- John 'Rhino' Edwards (basso, voce)
- Jeff Rich (percussioni)